# Йосіда Такаюкі
Такаюкі Йосіда (яп. 吉田 孝行, 14 березня 1977, Каванісі) — японський футболіст та тренер.

## Клубна кар'єра
Йосіда народився в Каванісі, 14 березня 1977 року. Закінчивши середню школу, він приєднався до «Йокогами Флюгелс» разом із товаришем по команді Ясухіро Хато в 1995 році. З першого сезону він провів багато матчів як форвард, і клуб виграв Кубок володарів кубків Азії 1994/95. У 1998 році клуб виграв Кубок Імператора, забивши переможний гол у фіналі. Однак клуб був розформований наприкінці сезону 1998 року через фінансові труднощі.
Надалі Такаюкі перейшов до «Йокогами Ф. Марінос», де не став основним гравцем і відправився до другого дивізіону у клуб «Ойта Трініта» у 2000 році. У багатьох матчах він грав на позиції атакувального півзахисника, а клуб посів 1 місце у 2002 році та вийшов до Джей-ліги 1. 
Йосіда повернувся до «Йокогами Ф. Марінос» у 2006 році, провівши там ще два сезони, після чого став гравцем клубу «Віссел Кобе» в 2008 році, залишаючись основним футболістом до 2011 року. У 2012 році він пропустив частину сезону через травму, в клуб потрапив до Ліги J2. Хоча Такаюкі думав завершити кар'єру, він продовжив контракт на рік і у 2013 році посів з командою 2-е місце, повернувши її до елітного дивізіону, після чого остаточно завершив виступи на професіональному рівні.

## Кар'єра збірної
У серпні 1993 року Йосіда у складі юнацької збірної Японії U-17 взяв участь у домашньому юнацькому чемпіонаті світу, на якому зіграв 3 матчі, а збірна дійшла до чвертьфіналу.

## Тренерська кар'єра
Після виходу на пенсію Йосіда розпочав тренерську кар'єру у клубі «Віссел Кобе» у 2015 році, ставши помічником Нельсінью Баптіштаи. У серпні 2017 року Нельсінью був звільнений за незадовільні результати, і Йосіда став новим головним тренером. Хоча «Віссел» підписав Лукаса Подольскі в липні 2017 року, у сезоні 2017 року клуб фінішував на 9 місці. У сезоні 2018 року до клубу перейшов ще один зірковий новачок Андрес Іньєста, в липні, і «Віссел» тимчасово піднявся на 4 місце. Однак згодом результати погіршились і Йосіда подав у відставку у вересні, коли клуб був на 10 місці.
У квітні 2019 року він знову став головним тренером «Віссел Кобе», замінивши Хуана Мануеля Лільйо. Однак клуб виграв лише 1 матч з 7, і Такаюкі подав у відставку в червні того ж року

## Клубна статистика
| Клубні виступи | Клубні виступи        | Клубні виступи | Чемпіонат | Чемпіонат | Кубок            | Кубок            | Кубок ліги      | Кубок ліги      | Всього | Всього |
| Сезон          | Клуб                  | Ліга           | Ігор      | Голів     | Ігор             | Голів            | Ігор            | Голів           | Ігор   | Голів  |
| Японія         | Японія                | Японія         | Ліга      | Ліга      | Кубок Імператора | Кубок Імператора | Кубок Джей-ліги | Кубок Джей-ліги | Всього | Всього |
| -------------- | --------------------- | -------------- | --------- | --------- | ---------------- | ---------------- | --------------- | --------------- | ------ | ------ |
| 1995           | «Йокогама Флюгелс»    | Джей-ліга      | 28        | 3         | 2                | 0                | -               | -               | 30     | 3      |
| 1996           | «Йокогама Флюгелс»    | Джей-ліга      | 2         | 1         | 1                | 0                | 2               | 0               | 5      | 1      |
| 1997           | «Йокогама Флюгелс»    | Джей-ліга      | 21        | 0         | 4                | 3                | 5               | 0               | 30     | 3      |
| 1998           | «Йокогама Флюгелс»    | Джей-ліга      | 20        | 5         | 5                | 7                | 1               | 1               | 26     | 13     |
| 1999           | «Йокогама Ф. Марінос» | Джей-ліга      | 14        | 1         | 0                | 0                | 6               | 2               | 20     | 3      |
| 2000           | «Йокогама Ф. Марінос» | Джей-ліга      | 7         | 1         | 0                | 0                | 2               | 0               | 9      | 1      |
| 2000           | «Ойта Трініта»        | Джей-ліга 2    | 20        | 6         | 3                | 3                | 0               | 0               | 23     | 9      |
| 2001           | «Ойта Трініта»        | Джей-ліга 2    | 41        | 15        | 3                | 2                | 2               | 1               | 46     | 18     |
| 2002           | «Ойта Трініта»        | Джей-ліга 2    | 41        | 9         | 4                | 1                | -               | -               | 45     | 10     |
| 2003           | «Ойта Трініта»        | Джей-ліга      | 29        | 7         | 1                | 0                | 2               | 1               | 32     | 8      |
| 2004           | «Ойта Трініта»        | Джей-ліга      | 30        | 5         | 2                | 0                | 6               | 1               | 38     | 6      |
| 2005           | «Ойта Трініта»        | Джей-ліга      | 28        | 2         | 2                | 0                | 3               | 0               | 33     | 2      |
| 2006           | «Йокогама Ф. Марінос» | Джей-ліга      | 27        | 1         | 3                | 0                | 10              | 0               | 40     | 1      |
| 2007           | «Йокогама Ф. Марінос» | Джей-ліга      | 22        | 3         | 1                | 0                | 7               | 0               | 30     | 3      |
| 2008           | «Віссел Кобе»         | Джей-ліга      | 30        | 5         | 2                | 1                | 6               | 1               | 38     | 7      |
| 2009           | «Віссел Кобе»         | Джей-ліга      | 29        | 5         | 2                | 0                | 5               | 0               | 36     | 5      |
| 2010           | «Віссел Кобе»         | Джей-ліга      | 21        | 4         | 2                | 1                | 4               | 2               | 27     | 7      |
| 2011           | «Віссел Кобе»         | Джей-ліга      | 29        | 9         | 1                | 0                | 1               | 1               | 31     | 10     |
| 2012           | «Віссел Кобе»         | Джей-ліга      | 19        | 1         | 0                | 0                | 2               | 0               | 21     | 1      |
| 2013           | «Віссел Кобе»         | Джей-ліга 2    | 12        | 3         | 1                | 2                | -               | -               | 13     | 5      |
| Загалом        | Загалом               | Загалом        | 470       | 86        | 39               | 20               | 64              | 10              | 573    | 116    |

## Титули і досягнення
- Чемпіон Японії (2):

«Віссел Кобе»: 2023, 2024
- Володар Кубка Імператора Японії (1):

«Віссел Кобе»: 2024